# Lissonotus equestris
Lissonotus equestris é uma espécie de coleóptero da tribo Lissonotini (Cerambycinae); com distribuição no Brasil (Amazonas e Pará), Equador, Guiana, Guiana Francesa, Suriname e Venezuela.

## Sistemática
- Ordem Coleoptera
  - Subordem Polyphaga
    - Infraordem Cucujiformia
      - Superfamília Chrysomeloidea
        - Família Cerambycidae
          - Subfamília Cerambycinae
            - Tribo Lissonotini
              - Gênero Lissonotus
                - L. equestris (Fabricius, 1787)